# Reimund Rüth
Reimund Rüth (auch Raymund Rüth) (* 16. Februar 1899 in Aschfeld im Landkreis Main-Spessart; † 27. Juli 1973 in Hammelburg) war ein deutscher Verwaltungsjurist und Landrat sowie Bürgermeister in Hammelburg.

## Leben
Reimund Rüth war der Sohn eines Bäckermeisters. Nach dem Abitur am Neuen humanistischen Gymnasium Regensburg diente er als Kriegsfreiwilliger und absolvierte nach dem Krieg ein Studium der Rechtswissenschaften an der Julius-Maximilians-Universität Würzburg (Mitglied der Studentenverbindung Thuringa Würzburg) und der Ludwig-Maximilians-Universität München. Nach der ersten juristischen Staatsprüfung leistete er den dreijährigen Vorbereitungsdienst (Referendariat), der ihn zum Amtsgericht Hammelburg, Landgericht Schweinfurt sowie zum Bezirksamt Hammelburg und zur Stadtverwaltung München führte. Nach dem bestandenen Großen juristischen Staatsexamen 1926 folgte eine Tätigkeit als juristischer Hilfsarbeiter bei Anwälten in Karlstadt und Hammelburg.
Rüth war 1922/1923 Mitglied der NSDAP und trat der neu gegründeten Partei zum 5. März 1926 erneut bei (Mitgliedsnummer 33.034). 1928 gründete er die NSDAP-Ortsgruppe Hammelburg, wo er Ortsgruppenleiter und Kreisleiter war. Ebenso übte er das Amt des Gaurechtsamtsleiters aus.
Zum 1. April 1933 wurde er – in nicht freier Wahl – zum Bürgermeister der Stadt Hammelburg gewählt. Im November 1935 kam er als Rechtspraktikant zur Regierung von Unterfranken, wo er einige Monate später zum Regierungsassessor ernannt wurde. Am 1. September 1938 zunächst kommissarisch als Bezirksamtsvorstand (ab 1939 Landrat) im Bezirksamt Kitzingen (ab 1939 Landkreis Kitzingen) eingesetzt, wurde er am 15. Februar 1939 definitiv Landrat. Auf Initiative des Willi Heer wurde Rüth 1944 abgesetzt. Vom 4. Dezember 1944 bis zum Kriegsende musste er Kriegsdienst leisten und kam als Grenadier zur Waffen-SS. Amerikanische Besatzungssoldaten nahmen ihn bis zum 16. Juni 1949 in Kriegsgefangenschaft; es folgte eine Internierung bei der britischen Besatzungsmacht, die bis zum 19. März 1947 andauerte. Im Entnazifizierungsverfahren stufte ihn die Spruchkammer Hammelburg 1948 als minderbelastet, die Hauptspruchkammer Nürnberg 1950 als Mitläufer ein.
Rüth ließ sich zunächst als Anwalt nieder und stellte im Januar 1950 einen Antrag auf Wiedereinstellung in den öffentlichen Dienst. Dieser wurde abgelehnt und ihm ein widerruflicher Unterhaltsbeitrag von 430,05 DM zuerkannt.